# 多佛 (北卡羅萊納州)
多佛（英語：Dover）是一個位於美國北卡羅萊納州克雷文縣的城鎮。

## 人口
根據2020年美國人口普查的數據，多佛的面積為2.49平方千米，皆為陸地。當地共有人口349人，而人口密度為每平方千米140人。